# Crys Larson
C.R. (Crys) Larson (Chicago (Illinois, Verenigde Staten), 17 augustus 1967) is een Nederlandse ambtenaar, VVD-politica en bestuurster. Sinds 19 november 2019 is zij burgemeester van Wijdemeren.

## Biografie

### Opleiding en maatschappelijke loopbaan
Larson ging naar het vwo aan het Montessori Lyceum Amsterdam. Ze studeerde sociaal-culturele wetenschappen aan de Vrije Universiteit Amsterdam, maar deze studie maakte zij niet af. Daarna studeerde zij religiestudies en Midden-Oostenstudies aan de Universiteit van Amsterdam, waar zij haar doctoraal behaalde.
Na haar studie was Larson werkzaam als projectmanager en beleidsmedewerker bij de gemeente Amstelveen en tot haar wethouderschap als teammanager beleid bij de gemeente Zaanstad. Vanaf 2014 was zij werkzaam bij diverse gemeenten als interim-manager en organisatieadviseur vanuit haar eigen management- en adviesbureau MCCLarson.

### Politieke loopbaan
Larson is sinds 2005 lid van de VVD. Ze was van 2006 tot 2010 gemeenteraadslid en VVD-fractievoorzitter van Ouder-Amstel. Van 2014 tot 2018 was zij opnieuw gemeenteraadslid in deze gemeente.
Van 2010 tot 2014 was zij wethouder en locoburgemeester van Ouder-Amstel. In haar portefeuille had zij onder andere financiën, economische zaken, toerisme en recreatie, maatschappelijke participatie (sociale zaken, WMO, welzijn, ouderenbeleid) en volksgezondheid. Daarnaast was zij coördinerend portefeuillehouder decentralisaties en project-portefeuillehouder Dorpshart Duivendrecht.
Vanaf 28 maart 2019 was Larson Statenlid in Noord-Holland. Op 11 november 2019 nam zij afscheid als Statenlid. Op 10 oktober 2019 werd zij door de gemeenteraad van Wijdemeren voorgedragen als nieuwe burgemeester. Op 11 november 2019 werd bekendgemaakt dat de minister van Binnenlandse Zaken en Koninkrijksrelaties de voordracht heeft overgenomen en haar liet benoemen middels koninklijk besluit met ingang van 19 november 2019.
In september 2023 heeft zij haar taken als burgemeester van Wijdemeren tijdelijk neergelegd wegens long covid. Haar taken werden overgenomen door locoburgemeester Gert Zagt. Met ingang van 16 oktober dat jaar werd Charlie Aptroot benoemd tot waarnemend burgemeester van Wijdemeren. Met ingang van 1 april 2024 werd Mark Verheijen benoemd tot waarnemend burgemeester van Wijdemeren.

### Nevenfuncties
Larson is naast haar nevenfuncties ambtshalve lid van de raad van toezicht van WIJdezorg en eigenaar van management- en adviesbureau MCCLarson.

### Persoonlijk
Larson is getrouwd, heeft twee dochters en was tot haar burgemeesterschap woonachtig in Ouderkerk aan de Amstel.